# Saccharine Trust
Saccharine Trust — панк-рок группа из Лос-Анджелеса, Калифорнии, сформировавшаяся в 1980 году вокалистом Джеком Брюером и гитаристом Джо Байзой. Группа часто выступала с Minutemen и Black Flag, другими участниками лейбла SST. Однако, Байза считал, что Saccharine Trust это «чёрная овечка» среди всего списка исполнителей лейбла SST. Ударник Роб Хольцман принял участие в записи их дебютного мини-альбома Paganicons в 1981 году, но позже покинул группу, чтобы присоединиться к Slovenly, его место занял Тони Сисеро. После десятилетнего перерыва (1986—1996 годы) коллектив воссоединился и начал давать концерты вокруг Западного побережья, выпустив в 2001 году новый альбом The Great One Is Dead.

## История
Джо Байза познакомился с Джеком Брюером в Уилмингтоне, штат Калифорния, когда искал работу летом 1979 года. Они подружились, работая вместе, и всё время разговаривали о музыке. У Джека на тот момент уже была группа и он пригласил Джо на одну из репетиций его группы. Позже Джек предложил Джо присоединиться к его группе на басу. Джо вспоминал в одном из своих интервью: «Ребята из его группы были немного взбешены, потому что думали, что я попытаюсь превратить их коллектив в панк-группу. В то время у них было какое-то странное и чудное поп-звучание».
Понемногу начали уходить участники группы, пока не остался только Брюер с Байзой. Затем, Байза решил, что хочет играть на гитаре и убедил Брюера занять место вокалиста. Они начали писать песни вместе. Байза позже вспоминал: «…Я помню, как думал, что у Джека обязательно был какой-то странный талант. Однажды днём я ехал на своей машине, а в то время Джек сидел на пассажирском месте, исполняя для меня одну из своих новых песен. Мы остановились у светофора, а Джек продолжал дико бренчать на своей акустической гитаре, крича с некой маниакальной энергией. Я посмотрел на него и заметил, что рядом с нами остановилась машина. Все люди в той машине смотрели на него с шокированным и испуганным выражением лица. Тогда я подумал, что буду продолжать работать с Джеком».
Свой первый концерт Saccharine Trust дали летом 1980 года вместе с другим панк-рок коллективом Minutemen. По воспоминаниям Джо Байзы, их к этому подтолкнул Майк Уотт, один из участников группы Minutemen. Затем Black Flag предложили Saccharine Trust выступить на шоу, которое они организовали в старом кинотеатре в Сан-Педро. Позже Грег Гинн и Чак Дуковски сделали участникам Saccharine Trust предложение заключить контракт с их лейблом SST Records.
Saccharine Trust впервые записывались в студии. Это был сборник Майка Уотта Cracks in the Sidewalk. В записи принимали участие несколько групп из Сан-Педро, и Майк хотел, чтобы Saccharine Trust тоже приняли участие в этом. Saccharine Trust отправились вместе с Гленом Локеттом в студию, расположенную на Хермоса-Бич, в которой также бывали Black Flag, и записали там несколько песен. Сам сборник был издан в 1980 году, а за ним последовал дебютный мини-альбом Saccharine Trust Paganicons, который был издан в 1981. Роб Хольцман (ударные) и Марк Видал (бас-гитара) приняли участие в работе над этим альбомом. Позже Saccharine Trust устроили свой первый концертный тур по США вместе с Black Flag. Хольцман покинул группу, после чего его заменил Тони Сисеро. С каждым изменением состава группы, менялось их звучание. В середине 80-х Байза начал увлекаться джазовой музыкой, что в итоге сказалось на их первом полноформатном студийном альбоме Surviving You, Always.
После выпуска второго студийного альбома We Became Snakes между участниками группы возникли разногласия, из-за чего коллектив распался. Брюер и Байза вновь воссоединились в 1996 году и в 2001 выпустили свой новый студийный полноформатный альбом The Great One Is Dead.

## Музыкальный стиль
Изначально Saccharine Trust были частью хардкор-панк музыкальной сцены. В 1981 году они выпустили свой первый мини-альбом Paganicons, состоящий из 8 очень коротких треков, но со временем подход коллектива к музыке и стиль исполнения поменялись. К середине 80-х годов группа раздвинула границы панк-рока. В их звучание были включены другие стили, такие как джаз и авангард. Это слияние привело к выпуску двух их студийных альбомов: Surviving You, Always 1984 года и We Became Snakes 1986 года. В музыке хорошо видны элементы панка, особенно в вокале. Ведущие гитарные партии Байзы не звучат грязно, неконтролируемо, шумно, скорее наоборот.

## Влияние на других исполнителей
В своих дневниках, Курт Кобейн гитарист гранж-группы Nirvana занёс мини-альбом Saccharine Trust Paganicons в свой список 50 любимых альбомов. Базз Осборн из группы The Melvins в своей книге Everybody Loves Our Town: An Oral History of Grunge написал, что Saccharine Trust были чрезвычайно влиятельными в плане атмосферы. Sonic Youth записали кавер на их песню «I Am Right», который позже попал на сборник The Melting Plot, изданный лейблом SST Records. Также участники Saccharine Trust приняли участие в написании некоторых песен для альбома Minutemen Double Nickels on the Dime, который был выпущен в 1984 году и позже стал известным.

## Дискография
Студийные альбомы
- Surviving You, Always (1984, SST)
- We Became Snakes (1986, SST)
- The Great One Is Dead (2001, Hazelwood)

Мини-альбомы
- Paganicons (1981, SST)

Синглы
- «A Christmas Cry» (1981, SST)

Концертные альбомы
- Worldbroken (1985, SST)
- Past Lives (1989, SST)

Сборники
- The Blasting Concept (1983, SST)
- The Sacramental Element (1986, SST)